# Johann Christian Ehrmann
Pour les articles homonymes, voir Ehrmann.
Johann Christian Ehrmann, né le 29 avril 1749 à Strasbourg en Alsace et mort le 31 août 1827 à Spire dans le royaume de Bavière, est un médecin, essayiste et satiriste germanophone. 

## Biographie
Johann Christian Ehrmann est le fils d’un professeur en médecine de Strasbourg. Il étudie lui-même la médecine à l’université de Bâle où il passe un doctorat en 1772. Il exerce à partir de 1779 à Francfort-sur-le-Main, et devient médecin de garnison en 1796. De 1804 à 1817 il est médecin épidémiologiste au Rochushospital. Il prend sa retraite en 1821 à Spire où il meurt en 1827.
En 1780, il devient membre de l'Académie allemande des sciences Leopoldina. En 1784, il devient membre de la loge maçonnique « Zur Einigkeit », puis des Illuminés de Bavière, avec le nom d'Ordre de Hierophilus. Il a fondé avec Friedrich Christian Matthiä en 1809 l’Orden der verrückten Hofräthe, à but satirique.
Louis-Claude de Saint-Martin lui a adressée une lettre, plusieurs fois publiée.

## Thèse
En 1816 Ehrmann publie en Allemagne anonymement une théorie du complot par un livre et l'adressant comme un avertissement aux allemands appuyant la thèse d'un complot judéo-maçonnique affirmant que les juifs francs-maçons de Francfort voulaient une république mondiale fondée sur l'humanisme.

## Travaux
Sous le pseudonyme de Jean Paul
- Das Buch Glaube, Liebe, Hoffnung. Oder die nothgedrungene Auswanderung des Oberförsters Joseph Wolf nebst seinem Weib, und seinen neun Kindern, im Jahr 1807. Frankfurt, Andreäische Buchhandlung, 1809. ; 1. Ed.
- Zweites Buch Glaube, Liebe, Hoffnung. Frankfurt, Andreäische Buchhandlung,1810.

Sous son nom propre
- Schriften über Darmgicht, Maulsperre und den Dampf der Pferde, (1778, 1779)
- Psychologische Fragmente zur Makrobiotik. 1794.
- Geheime Instruction für Wundärzte bei Leichen, Leichenöffnungen, Sterbfällen etc. 1799.

Anonymement
- Das Judenthum in der Maurerey, eine Warnung an alle deutsche Logen, 1816. Lire en ligne